# JoAllyn Archambault
JoAllyn Archambault (nascida em 1942) é uma antropóloga cultural com experiência em povos nativos americanos. Ela é a diretora do Programa Indígena Americano do Smithsonian Institution. Filha de pai da etnia Sioux e mãe Creek, Archambault foi criada nas tradições Sioux e é membro da Tribo Standing Rock Sioux de Dakota do Norte e do Sul. A pesquisadora tem uma importante contribuição para a antropologia, fornecendo uma perspectiva privilegiada para sua pesquisa sobre os povos nativos americanos.

## Educação e ensino
Archambault frequentou a Universidade da Califórnia, Berkeley durante toda a sua educação, obtendo seu Bacharelado em Artes em 1970. Em 1974, finalizou seu Mestrado em Artes e, dez anos mais tarde, seu Ph.D. em antropologia. A pesquisa para seu doutorado concentrou-se no cerimonial Gallup, um evento turístico anual realizado em Gallup, Novo México, para exibir as artes nativas americanas daquela região.

## Carreira
Archambault dedicou sua vida profissional aos estudos norte-americanos por meio de ensino, pesquisa e administração de programas relacionados ao tema. Ela deu aulas de estudos nativos americanos em várias faculdades e universidades pelo país, incluindo: Pine Ridge Tribal College, Pine Ridge Reservation, South Dakota; Universidade da Califórnia, Berkeley; a Universidade do Novo México; e Universidade Johns Hopkins. Seus interesses de pesquisa se concentram em diversas comunidades indígenas, sejam urbanas ou de reserva em áreas específicas. Dentre os temas com que trabalhou estão uso de terras de reserva, avaliação de saúde, arte expressiva, cultura material, cultura nativa contemporânea e a cerimônia de dança do sol de oito grupos diferentes das planícies.
Archambault trabalhou como professora na Universidade de Wisconsin no Departamento de Antropologia (1983–86). Ela também trabalhou como diretora de estudos étnicos no California College of Arts and Crafts em Oakland, Califórnia (1978–83).
Agora aposentada, ela trabalhou para o Smithsonian Institution como diretora do programa de nativos americanos do Museu Nacional de História Natural em Washington, DC. Archambault começou a trabalhar lá em 1986. Algumas de suas responsabilidades no museu incluíam preservar e promover a arte, a cultura e a antropologia política dos nativos americanos. Ela também atuou como uma ligação étnica, supervisionou estagiários nativos americanos e administrou um orçamento anual de $110.000.

## Associações Profissionais
- Sociedade Etnológica Americana
- Comissão sobre o enterro de nativos americanos da Associação Antropológica Americana
- Comitê Acadêmico Conjunto do Senado-Administração da Universidade da Califórnia sobre Restos de Esqueletos Humanos
- Associação Americana de Antropologia
- Associação Nacional de Antropólogos

## Exposições
Archambault foi responsável pelo redesenho dos salões de etnologia dos índios norte-americanos para a exposição “Changing Culture in a Changing World”. Ela também foi curadora de quatro grandes exposições: “Plains Indian Arts: Change and Continuity” (1987), “100 Years of Plains Indian Painting” (1989), “Indian Basketry and Their Makers” (1990) e “Seminole!” (1990). Ela também contribuiu para a exibição do quincentenário do Los Angeles Southwest Museum, “Grand-father, Heart our voices” em 1992.

## Trabalhos
- Artes Tradicionais (1980)
- Dur Samedi para Lili (2000)
- Esperando por Winston Elkhart (2013)